# Goniotropus parca
Goniotropus parca är en skalbaggsart som beskrevs av Leconte 1884. Goniotropus parca ingår i släktet Goniotropus och familjen jordlöpare. Inga underarter finns listade i Catalogue of Life.